# Grijze eekhoorn
De grijze eekhoorn (Sciurus carolinensis) is een eekhoorn die oorspronkelijk in het oosten van de Verenigde Staten en Canada voorkomt. De soort is tegenwoordig ook algemeen in Groot-Brittannië. De grijze eekhoorn wordt als bontsoort verkocht onder de naam Petit-gris.

## Kenmerken
Hij heeft een kop-romplengte van 23 tot 30 centimeter. Zijn staart (die in de zomer een witte rand heeft) is 19,5 tot 25 centimeter lang. Hij weegt meestal tussen de 450 en de 650 gram.
De grijze eekhoorn is hoofdzakelijk grijs, maar hij heeft soms een rode tint over de flanken. Zijn buik is gelig wit. In een stedelijke woonomgeving, waar hij minder natuurlijke vijanden heeft te vrezen, komen bij de grijze eekhoorn ook regelmatig albinisme en melanisme voor. In sommige gevallen nemen hele families een geheel witte of zwarte kleur aan.
Hij is te onderscheiden van de rode eekhoorn door zijn grijze vacht, een grovere bouw en kleinere oorpluimen.

## Gedrag
De grijze eekhoorn is een dagdier, dat vlak voor zonsopgang actief wordt en dat blijft tot na zonsondergang. 's Winters is hij echter meestal alleen in de ochtend actief.
De grijze eekhoorn eet zo'n veertig tot tachtig gram per dag. Hij leeft van plantaardig materiaal als eikels, granen, scheuten, bloemen, noten, zaden, vruchten, knoppen, paddenstoelen en wortels, aangevuld met maïs, vogeleieren en insecten. Om bij de sappen en de merg te komen stript hij de schors van bomen af.
Zoals de meeste eekhoorns is ook de grijze eekhoorn een verzamelaar van voedsel. Hij verbergt zijn voedsel op vele kleine plaatsen, zo'n twee tot vijf centimeter diep onder de grond of in holten, om het later weer op te halen. Soms komt hij na enkele uren het voedsel alweer ophalen om het op een andere plek die hem beter bevalt te verstoppen, soms kijkt hij er pas maanden later weer naar om. Een grijze eekhoorn kan per seizoen enkele duizenden verstopplaatsen aanleggen. Normaal gesproken vergeet hij die plaatsen niet. De dieren wonen in de meeste Engelse tuinen en parken en zijn daar vaak weinig schuw, zodat ze daar uit de hand kunnen worden gevoerd.
De woongebieden van verscheidene eekhoorns overlappen meestal flink. Het woongebied van een grijze eekhoorn wordt aangegeven met weggeknaagde stukken in de boomschors en urinemarkeringen. Vrouwtjes met jongen hebben meestal een klein kerngebied waar geen andere eekhoorns in mogen komen.

## Voortplanting
In een nest worden 2 tot 8 jongen (gemiddeld drie) geboren na een draagtijd van 42 tot 45 dagen. De meeste jongen worden in de lente geboren, anders in de zomer of de herfst. Sommige vrouwtjes krijgen ieder seizoen een worp, maar dat is uitzonderlijk. Het jong heeft bij de geboorte een gewicht van 14 tot 18 gram. Tien weken later, als de jongen worden gespeend, wegen ze 180 tot 250 gram. Enkel het vrouwtje zorgt voor de jongen, na verstoring zal ze de jongen naar een ander nest dragen. Na tien tot zestien weken zijn de jongen onafhankelijk en na tien tot twaalf maanden geslachtsrijp.
Het mannetje wordt in het wild ongeveer 9 jaar, het vrouwtje ruim 12. In gevangenschap kunnen ze twintig jaar oud worden.

## Verspreiding en leefgebied

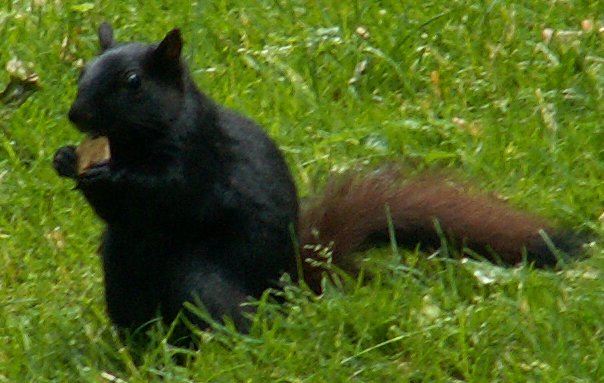
Melanische vorm

De grijze eekhoorn komt voornamelijk voor in stadsparken, tuinen en loof- en gemengde bossen. Hij bewoont daar heggen en bomen, waar hij meerdere nesten maakt. In steden bouwt hij ook een nest in muren van huizen. Het compacte ronde nest heeft een diameter van 30 tot 60 centimeter, en wordt gebouwd in de vork tussen de takken van bomen. Het is van buiten gemaakt van twijgen en bladeren en van binnen bekleed met droge blaadjes en gras. 's Zomers maakt hij ook gebruik van boomholten.
De naam carolinensis refereert aan de Carolina's (North Carolina en South Carolina), waar hij als eerste ontdekt werd. Van nature bewoont hij het oosten van de Verenigde Staten.

### Invasieve uitheemse soort
Als exoot komt hij inmiddels ook voor in het westen van de Verenigde Staten, in zuidelijk Afrika en in delen van Europa. In Engeland en Wales zijn ze tussen 1876 en 1929 meerdere malen ingevoerd, vanwaar de soort zich heeft verbreid over het gehele eiland. Meestal verdween de rode eekhoorn na de komst van de grijze soort, alhoewel de rode eekhoorn op sommige plaatsen al eerder was verdwenen door ziekten en het verdwijnen van hazelaars en volwassen naaldbomen. In 1900 werd de grijze eekhoorn ook losgelaten op Kaap de Goede Hoop, Zuid-Afrika en in 1948 in Piëmont, Noordwest-Italië. De vrees bestaat dat het dier zich vanuit Italië verder zal verbreiden over de rest van Eurazië, en zo de rode eekhoorn zal verdringen.
Als Europeaan is de grijze eekhoorn tamelijk succesvol, en de mogelijkheid bestaat dat hij talrijker wordt dan zijn autochtone neefje, de rode eekhoorn. De grijze eekhoorn is groter en sterker dan de rode eekhoorn. Hij gaat op een meer efficiënte manier om met zijn voedsel (zowel alvorens het te consumeren als daarna) en heeft betere overlevingskansen dan de rode eekhoorn. Bovendien is de grijze eekhoorn minder vatbaar voor het parapoxvirus, waar de rode eekhoorn aan overlijdt maar waar de grijze eekhoorn niet onder schijnt te lijden, terwijl hij er wel drager van kan zijn.
De grijze eekhoorn past zich tamelijk snel aan een nieuwe omgeving aan. Zo zal hij sneller dan een rode eekhoorn wennen aan de aanwezigheid van mensen, en het overgebleven voedsel van natuurliefhebbers komen halen. In de Verenigde Staten wordt hij ook als stadsbewoner gesignaleerd.
Sinds 2016 staat deze soort op de lijst van invasieve exoten die zorgwekkend zijn voor de Europese Unie. Dit betekent dat in alle lidstaten een verbod geldt op bezit, handel, kweek, transport en import van de grijze eekhoorn. Verder geldt voor lidstaten de plicht om in de natuur aanwezige populaties te proberen verwijderen, of als dat niet lukt, zodanig te beheren dat verspreiding en schade zoveel mogelijk wordt voorkomen.
In 2022 was de grijze eekhoorn nog niet in België gevestigd, al zijn er wel reeds enkele dode exemplaren aangetroffen langs de kant van de weg.

## Weblinks
- Grijze Eekhoorn . Waarnemingen.be
- Grijze Eekhoorn . Ecopedia